# Ophiomusium anaelisae
Ophiomusium anaelisae is een slangster uit de familie Ophiolepididae.
De wetenschappelijke naam van de soort werd in 1974 gepubliceerd door Luiz Roberto Tommasi & Jorge de Abreu.